# Изследвания върху хистерията
Изследвания върху хистерията (на немски: Studien über Hysterie) е книга, публикувана през 1895 г. от Зигмунд Фройд и Йозеф Бройер. Съдържа редица случаи на изследване от Фройд и Бройер на хистерици. Също така включва и най-известния случай с Анна О (истинско име: Берта Папенхайм), който представя техниката на психоанализата като форма на лечение. По времето на своето издаване „Изследвания върху хистерията“ не са добре приети от европейската медицинска общност. По-малко от година по-късно психоанализата е призната като легитимен инструмент на психиатрията.
В книгата са представени две различни гледни точки: неврофизиологична и психологична причина за хистерията. Бройер описва причините за хистерията като подкрепя неврофизиологичните причини, а Фройд използва психологическа гледна точка.
Въпреки че Зигмунд Фройд се свързва с (и наистина е отговорен за) повечето от известността обграждаща психоанализата и нейното издигане до приеманото и в Европа, както и в САЩ, самия Фройд отдава заслуга за раждането на психоанализата и на Йозеф Бройер и неговата работа с Берта Папенхайм.